# Magnisphaera stevemossago
Magnisphaera stevemossago är en svampart som beskrevs av J. Campb., J.L. Anderson & Shearer 2003. Magnisphaera stevemossago ingår i släktet Magnisphaera och familjen Halosphaeriaceae.   Inga underarter finns listade i Catalogue of Life.